# Die Langobarden in Italien, Orte der Macht (568 bis 774 n. Chr.)
Die Langobarden in Italien, Orte der Macht (568 bis 774 n. Chr.) lautet der offizielle deutsche Name der UNESCO für sieben Gruppen von wichtigen Gebäuden (einschließlich Festungen, Kirchen und Klöster) in Italien, die im Juni 2011 auf die Liste des UNESCO-Welterbes gesetzt wurden.
In der Begründung heißt es, dass die Stätten von der hohen Leistung des germanischen Volkes der Langobarden zeugten, die aus dem Norden Europas nach Italien eingewandert waren, wo sie vom 6. bis zum 8. Jahrhundert ihre eigene spezifische Kultur entwickelten. Weiter heißt es, die lombardische Synthese von Baustilen markiere den Übergang von der Antike zum europäischen Mittelalter, anknüpfend an das Erbe des antiken Rom, an christliche Spiritualität, an die byzantinische Kunst und die des germanischen Nordeuropas. Die sieben Gruppen zeugten von der wichtigen Rolle der Langobarden in der geistigen und kulturellen Entwicklung des mittelalterlichen europäischen Christentums, insbesondere durch die Stärkung der monastischen Bewegung.

## Stätten
Überblick:
- Cividale del Friuli (Region Friaul-Julisch Venetien): das Gastaldaga-Areal und der bischöfliche Komplex
- Brescia: der klösterliche Komplex von San Salvatore-Santa Giulia und der archäologische Bereich des Capitoliums
- Castelseprio Torba (Provinz Varese): das Castrum mit dem Torba-Turm und der Kirche Santa Maria foris portas
- Spoleto (Provinz Perugia): die Basilika San Salvatore
- Campello sul Clitunno (Provinz Perugia): Tempietto del Clitunno (Tempel des Clitumnus)
- Benevento: Der Santa Sofia-Komplex
- Monte Sant’Angelo (Provinz Foggia): Die Wallfahrtskirche San Michele

### Das Gastaldaga-Areal und der bischöfliche Komplex (Cividale del Friuli)

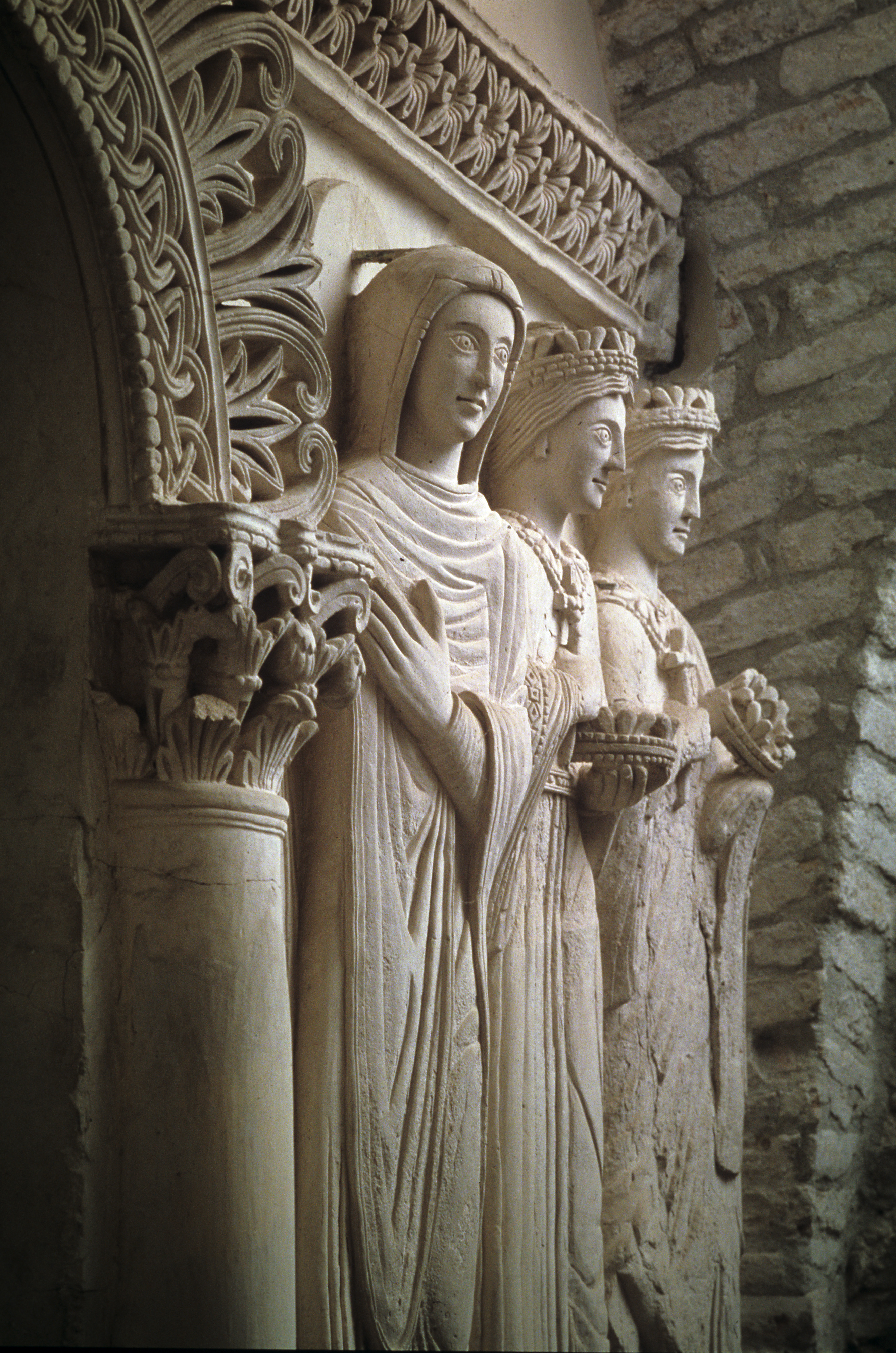
Gastalgada-Areal mit bischöflichem Komplex

Der Tempietto Longobardo ist eines der komplexesten und originellsten Bauwerke der späten langobardischen Zeit. Er verdeutlicht das raffinierte und vollendete Niveau, das in der künstlerischen Produktion erreicht wurde.
Der reiche dekorative Apparat des Tempietto mit den Mosaiken in den Gewölben, mit raffinierten Fresken, figürlichen und ornamentalen Stuckarbeiten (vor allem die vollplastischen Figuren der Heiligen), macht den Tempietto zu einem der strahlendsten und ehrgeizigsten aller Auftragsarbeiten des achten Jahrhunderts. Der Tempietto gehörte mit mehreren anderen Gebäuden zum religiösen Areal der damaligen Stadt. Er grenzte, zusammen mit der Palastkirche San Giovanni am königlichen Hof, an das damalige altchristliche Zentrum von Santa Maria an. Diese wurde in der spätlangobardischen Zeit zur Bischofskirche des Ortes.
Der bischöfliche Komplex, der durch den Patriarchen Calixtus erneuert wurde, besteht aus drei Gebäuden: der Basilika, dem Baptisterium von San Giovanni Battista und dem Patriarchenpalast. Aus dem Baptisterium stammen zwei der wichtigsten Werke der langobardischen Plastik, die heute im „Museo Cristiano“ und im Domschatz zu sehen sind: der „Tegurio von Callisto“, eine oktogonale Ädikula, die das Taufbecken abdeckte, und der Altar des Ratchis, das einzige Stück aus der Zeit der Langobarden, bei dem ein erzählendes biblisches Thema dargestellt ist.

### Der Klosterkomplex von San Salvatore – Santa Giulia und das Capitolium (Brescia)
Der Komplex von San Salvatore – Santa Giulia, heute Sitz des Stadtmuseums, ist ein außerordentliches architektonisches Zeugnis einzelner aufeinanderfolgender Bauphasen verschiedener Epochen an einem Ort. Es beherbergte das Frauenkloster, das Desiderius, der Herzog von Brescia, im Jahre 753 baute, bevor er König wurde.
Die Kirche San Salvatore ist eines der wichtigsten Zeugnisse der frühmittelalterlichen Sakralarchitektur, deren ursprünglicher Bau erhalten ist: Mit einem Querhaus mit drei Apsiden ist es in drei Schiffe gegliedert. Diese werden von Säulen mit Kapitellen betont, von denen manche aus der Antike stammen oder von byzantinischer Herkunft sind, und andere eigens für die Kirche geschaffen wurden. Der ornamentale Apparat ist mit Stuckarbeiten und den in die diese einbezogenen Fresken, zusammen mit dem des Tempietto in Cividale einer der reichsten und am besten erhaltenen des Frühmittelalters.
Das Kloster, ebenfalls für den Empfang von Pilgern und die Aufnahme der Armen vorgesehen, dehnte sich in Richtung Osten mit Wohnungen, Begräbnisstätten und Produktionseinrichtungen aus. Die Spuren dieser Ausdehnung, welche die Überreste der kultischen Gebäude der Antike, wie das „Capitolium“ aus dem ersten Jahrhundert n. Chr. und das römische Theater überdeckte oder eingegliederte, sind immer noch im nahegelegenen großflächigen archäologischen Areal sichtbar.

### Das Castrum von Castelseprio und der Turm von Torba mit der Kirche Santa Mariaforis portas(Castelseprio Torba)
Von der Burg castrum Seprium in Castelseprio haben sich insgesamt ein imposanter Mauerring, ein Netz von Wohnungsanlagen und der kultische Hauptkomplex von San Giovanni Evangelista mit Basilika und einem oktogonalen Baptisterium erhalten. Ursprünglich war die Burg in die Bergbefestigungsanlage der spätrömischen Zeit eingefügt worden. Später wurde sie von den Langobarden wiederverwendet. Im siebten Jahrhundert nämlich wurde sie komplett umstrukturiert und im Inneren wie Äußeren für die Bestattungen der wichtigsten Persönlichkeiten des Ortes gebraucht. Ende des 13. Jahrhunderts dann wurde sie durch die Visconti vollständig zerstört, abgesehen von den Kultusgebäuden.
Ein signifikantes Beispiel für eine Militärarchitektur bildet insbesondere der Torrione von Torba, der in der spät-langobardischen Zeit als Frauenkloster genutzt wurde.
Die Kirche von Santa Maria foris portas hingegen lag, wie der Name schon sagt, außerhalb der Stadtmauern, dort wo sich das frühmittelalterliche Dorf ansiedelte. Sie wurde als privates aristokratisches Gebäude mit einem Friedhofsbereich erbaut und enthält mit Szenen, die der Kindheit Jesu Christi gewidmet sind, eines der besten malerischen Zeugnisse des Frühmittelalters. Besagte Malereien befinden sich in der zentralen Apsis der kleinen Kirche, die eine reiche Dreichoranlage mit einem Paviment mit Marmorintarsien besitzt.

### Die Basilika San Salvatore (Spoleto)

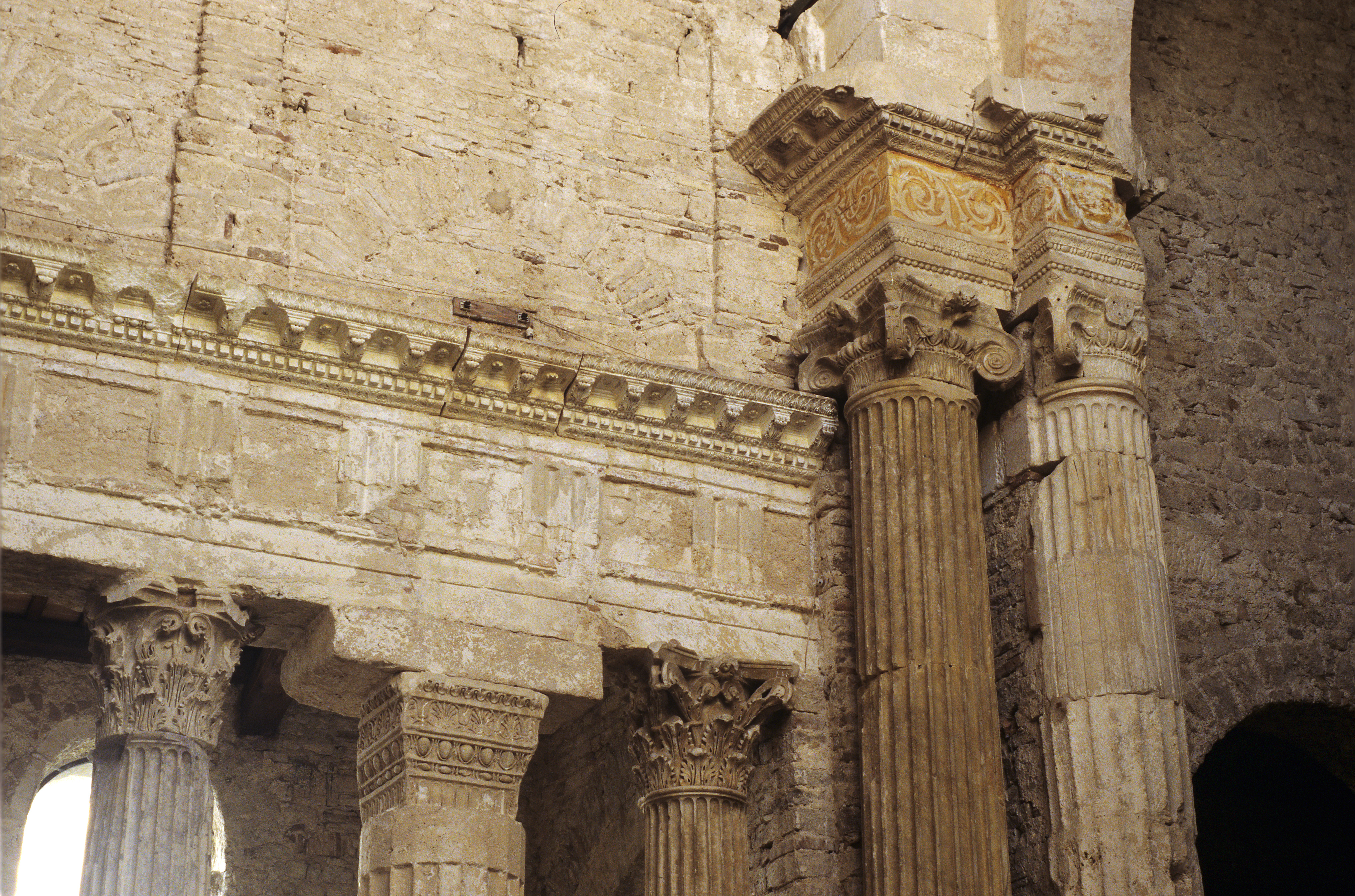
Die Basilika San Salvatore

Die Basilika San Salvatore in Spoleto ist auf Grund ihrer römisch klassischen Formensprache, in der sie konzipiert wurde, ein außergewöhnlicher Bau. An der Fassade und in ihrem Inneren wurden, außer an den antiken Architekturfragmenten selbst, die dekorativen Elemente zur Imitation der klassischen Stücke benutzt. Diese Elemente wurden mit großem handwerklichen Können von den Steinmetzen gehauen.
Der Bau, der wahrscheinlich ebenfalls als Grabanlage genutzt wurde, ist mit seinen drei Schiffen basilikal gestuft und hat ein dreiteiliges Presbyterium, das im Zentrum von einer gewundenen Struktur auf oktogonaler Basis bedeckt wird.
Der Innenraum wird durch ein reiches Gebälk mit einem dorischen Fries charakterisiert, der auf dorischen Säulen im Hauptschiff und korinthischen im Presbyterium platziert wurde. Seine Ausstattung in Malerei und Stuck ist fast gänzlich verloren gegangen.
Die reiche Dekoration der Fassade wurde durch Blendsäulen betont und durch ein Gesims in zwei Abschnitte geteilt. Das Gesims selbst endete wahrscheinlich mit einem dreieckigen Giebel. Von der Fassade sind heute die Gesimse der Fenster und drei Portale mit ausgearbeiteten klassischen Motiven erhalten. Diese wurden ebenfalls mit bestem handwerklichen Können ausgeführt.

### Der Tempietto sul Clitunno (Campello sul Clitunno)

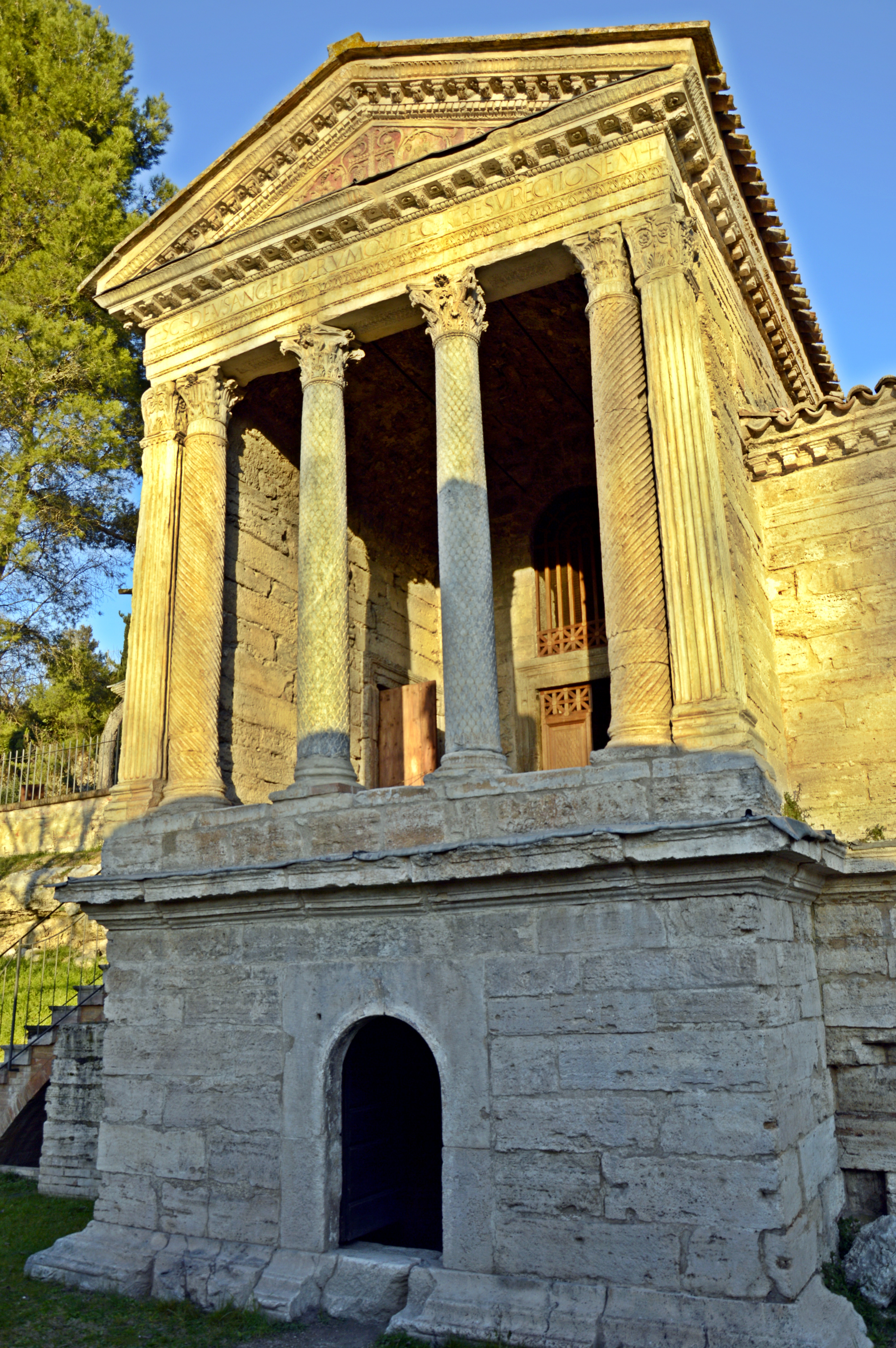
Tempietto sul Clitunno

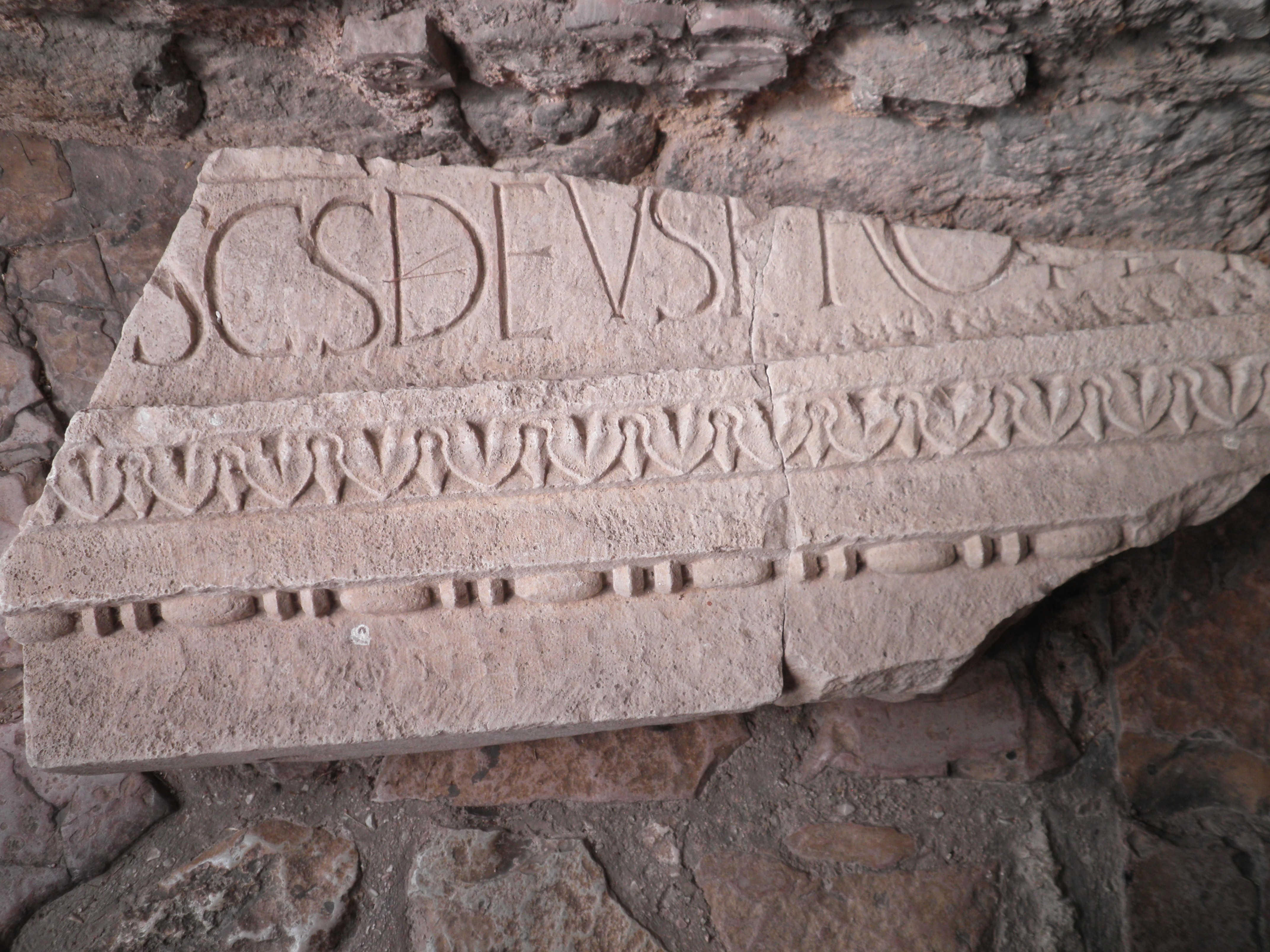
Fragment einer Inschrift

Die außergewöhnlichen Steinmetze von San Salvatore von Spoleto und jene des Tempietto del Clitunno teilten dieselbe Vorliebe für die Wiederaufnahme von Spolien. Bei dem Tempietto handelt es sich um ein kleines Heiligtum in Form eines Tempels mit vier korinthischen Säulen in antis und zwei kleinen seitlichen Bogengängen.
Die Fassade ist charakterisiert durch prächtige Säulen, die mit Blättern bedeckt sind, und durch einen Architrav, in den römische quadratische Großbuchstaben mit großer Kunstfertigkeit eingraviert sind. Der eingravierte Text beinhaltet an Gott gerichtete Bitten, die komplementär mit denen an den seitlichen Bogengängen gewesen sein müssen. Die Inschrift stellt somit eines der sehr seltenen Beispiele klassischer Epigrafik an einem Monument des frühen Mittelalters dar.
Im Inneren des Tempietto haben sich Malereien von so bemerkenswerter Qualität auf den Wänden erhalten, dass sie bereits in Relation mit jenen des Presbyteriums in Santa Maria Antiqua in Rom gesetzt wurden. Die Malereien rahmen die kleine marmorne Ädikula der Apsis ein. Insgesamt ist Das Dekor das Ergebnis einer Montage aus wiederverwendeten römischen Elementen und Dekorationen, die eigens für dafür angefertigt wurden.

### Der Santa-Sofia-Komplex (Benevent)
Die Kirche Santa Sofia ist eines der komplexesten und am besten erhaltenen Gebäude der langobardischen Epoche.
Sie wurde innerhalb des Jahres 760 als persönliche Kapelle und nationales Sanktuarium von Arichis II., dem Herzog von Benevent für die Erlösung seiner Seele im Jenseits und für das Heil seines Volkes gebaut.
Der äußerlich zehneckige Zentralbau wird im inneren Bereich durch Säulen und Pilaster hervorgehoben. Diese sind in solcher Weise aufgestellt, dass sie innerhalb einen Raum ein konzentrisches Sechseck bilden. Die Säulen selbst nahmen die Kapitelle der klassischen Zeit auf. manche Kapitelle wurden aber auch umgekehrt und als Basiselemente gebraucht. In den beiden kleineren Apsiden haben sich die wichtigsten Teile des malerischen Zyklus erhalten, der dem Leben Christi gewidmet wurde und die gesamte Deckenfläche der Kirche bedeckt haben muss. Sie bilden ein Zeugnis der pittura beneventana höchsten Ranges. Diese war eine Kunstbewegung, die gleichzeitig zum Phänomen der scriptura beneventana, der Schrift der Langobarden aus dem Süden Italiens, stattfand. Diese beiden besonderen Formen in Schrift und Bild wurden auch in den Klöstern für die Transkription der antiken Werke gebraucht. An die Kirche wurde später ein Kloster angefügt, das heute Sitz des Museo del Sannio ist und dessen Kreuzgang, der in der romanischen Zeit umgebaut wurde, einige Elemente des ursprünglichen Bauwerks der Langobarden wieder aufnimmt.

### Die Wallfahrtskirche San Michele (Monte Sant’Angelo)

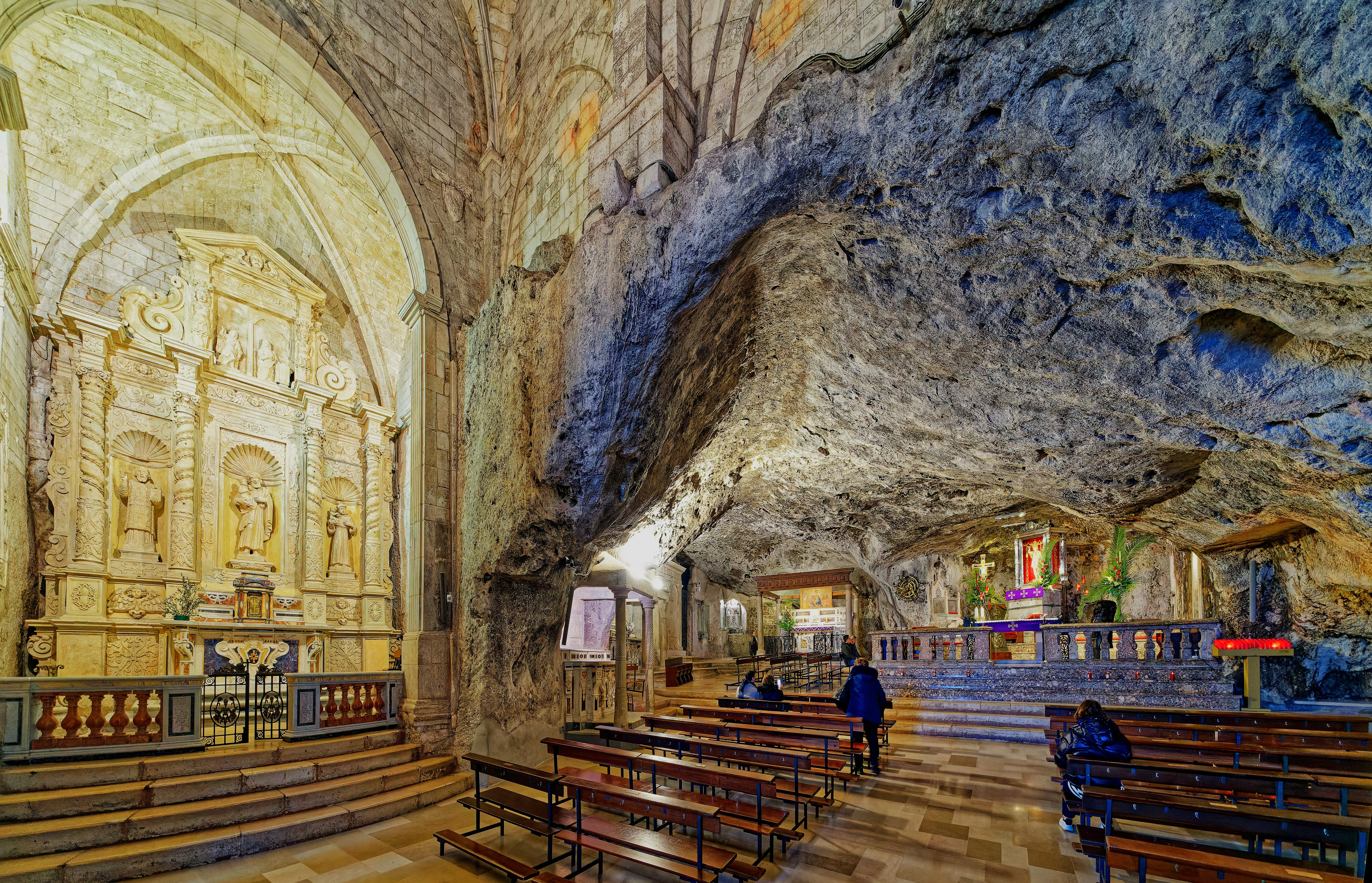
Grottenkirche San Michele innen

Das Herzogtum Benevent schloss nach 571 die garganische Region mit ein, in der man seit dem 5. Jahrhundert den Erzengel Michael verehrte. Diesen müssen die Langobarden in den Charakteristiken wesensgleich mit dem paganen „Wodan“ empfunden haben, da sie den Michaelskult in den Verehrungsriten Wotans erkannten. Wodan war der höchste Gott des Krieges, der Geleiter der Seelen und der Beschützer der Helden und Krieger. Ab dem siebten Jahrhundert wurde die Kirche das zentrale Heiligtum der Langobarden und der wichtigste Ort des Michaelkultes. Von ihr ging die Verbreitung der Verehrung des Heiligen Michael über den gesamten Osten aus und sie wurde zum Vorbild für zahlreiche andere Kirchen, die im Rest Europas gebaut wurden, inbegriffen des berühmten Mont-Saint-Michel in der Normandie. Die Herzöge der Langobarden, so belegen es die verbliebenen Inschriften an Ort und Stelle, gaben den Anstoß für die Restrukturierungsarbeiten des Sanktuariums. Sie erleichterten den Zugang zur urtümlichen Grotte und sorgten gleichzeitig für mehr Raum für die Aufnahme der Pilger. Das Sanktuarium wurde, als eine der letzten Etappen auf dem Weg in das Heilige Land, einer der wichtigsten Orte des christlichen Kultes und das Ziel der weiträumigen Pilgerfahrten. Die Straße erhielt aus diesem Grunde den Namen Via Sacra Langobardorum.